# Eunate Arraiza
Eunate Arraiza Otazu (Biurrun-Olcoz, 3 de junio de 1991) es una futbolista española. Juega de lateral o centrocampista por la izquierda y su equipo actual es el Osasuna de la Primera Federación Femenina.
Es internacional absoluta por la selección de España desde 2017. 
Ella es la única futbolista con sordera en la Primera División, la cual se le fue diagnosticada a los dos años de edad.

## Trayectoria
Jugó al fútbol desde muy pequeña, y a los ocho años fue reclutada por el Lagunak. Debutó en el primer equipo a los 14 años.
En 2012 fue transferida al Athletic Club, equipo donde consiguió el título de la Primera División 2015-16 y jugar la Liga de Campeones Femenina de la UEFA.
El 14 de febrero de 2019, tras el encuentro contra el Real Betis la jugadora sumó su encuentro número 200 con la camiseta del equipo Vasco.

## Selección nacional
Debutó por la selección de España el 23 de octubre de 2017, en la victoria de visita por 0-6 a Israel por las clasificatorias al mundial de Francia 2019.

## Clubes
| Club          | País   | Año           |
| ------------- | ------ | ------------- |
| Lagunak       | España | 2007-2012     |
| Athletic Club | España | 2012-2024     |
| Osasuna       | España | 2024-presente |

## Palmarés

### Títulos nacionales
| Título           | Club          | País   | Año     |
| ---------------- | ------------- | ------ | ------- |
| Primera División | Athletic Club | España | 2015-16 |

### Títulos amistosos
| Título                | Club          | País   | Año  |
| --------------------- | ------------- | ------ | ---- |
| Copa de Euskal Herria | Athletic Club | España | 2013 |
| Copa de Euskal Herria | Athletic Club | España | 2014 |
| Copa de Euskal Herria | Athletic Club | España | 2015 |
| Copa de Euskal Herria | Athletic Club | España | 2016 |
| Copa de Euskal Herria | Athletic Club | España | 2017 |